# Adolf Möller
Adolf Möller (født 25. oktober 1877 i Hamburg, død 10. november 1968 smst.) var en tysk roer.
Möller deltog i OL 1900 i Paris, hvor han stillede op i firer med styrmand sammen med holdkammerater fra RC Favorite-Hammonia fra Hamburg. Firer med styrmand-konkurrencen blev den mest kontroversielle i den olympiske historie, hvor der blev gennemført to finaler, som begge af IOC er erklæret som officielle, og der derfor er dobbelte medaljevindere i konkurrencen. 
Hammonia-båden, hvis besætning foruden Carstens bestod af Julius Körner, Wilhelm Carstens, Hugo Rüster og styrmand Gustav Moths (Max Ammermann i indledende heat), blev nummer tre i deres heat i indledende runde og var dermed egentlig ude af konkurrencen. Imidlertid havde de fjerdebedste tid af alle både, og arrangørerne besluttede, at der de tre heatvindere og de tre hurtigste blandt de øvrige skulle i finalen, hvilket betød, at Hammonia-båden var med. Imidlertid var der kun fire baner, og heatvinderne nægtede så at deltage. Derfor blev der afholdt en finale mellem toeren fra heat to og toeren og treeren fra heat tre, og her blev Hammonia nummer tre efter to franske både.
Möller flyttede senere til Berlin og blev i 1907 tysk mester i firer med styrmand for Berliner RK Hellas. Han var i øvrigt også tilmeldt i singlesculler til OL 1904 i St. Louis, men stillede ikke til start.

## OL-medaljer
- 1900:  Bronze i firer med styrmand